# MONTAGE (南佳孝のアルバム)
『MONTAGE』（モンタージュ）は、南佳孝の5作目のオリジナル・アルバム。1980年5月1日にCBS・ソニーから発売された。規格品番は、LP: 25AH 968、CT: 25KH 741、CD: 32DH 479。

## 概要
YMOとのコラボレーションによるアルバム。作曲はすべて南自身が手掛けている。バック・ミュージシャンには、YMOのメンバーのほか大村憲司、土方隆行、松任谷正隆、鈴木茂らを迎えて制作された。デジタル・サウンドの集大成的な作品でありながら、ポップスやタンゴなど幅広いジャンルを採り入れている。
アートワークはアートディレクターの田島照久が担当している。
シングル「憧れのラジオ・ガール」を収録している。B-4「風にさらわれて」は後にシングルカットされ、同年9月21日に発売された。
B-1「Midnight Love Call」は石川セリに提供した楽曲のセルフカバー。

### 再発売
CDは1990年9月15日にCD選書として再発売され、ほかBlu-spec CD仕様が2013年4月10日にタワーレコード限定で再発売された。

## キャッチコピー
- LPレコードの帯には以下のコピーが記載されている。

## 収録曲

### LP / CT
| 全作曲: 南佳孝。 |                                    |            |            |      |
| #                | タイトル                           | 作詞       | 作曲・編曲 | 時間 |
| 1.               | 「憧れのラジオ・ガール」           | 松本隆     | 南佳孝     | 4:24 |
| 2.               | 「コンポジション・1」              | 来生えつこ | 南佳孝     | 4:30 |
| 3.               | 「夜の翼」                         | 松本隆     | 南佳孝     | 3:53 |
| 4.               | 「カウボーイ・ブーツとハイヒール」 | 松本隆     | 南佳孝     | 3:42 |
| 5.               | 「月に向って」                     | 松本隆     | 南佳孝     | 4:09 |

| 全作曲: 南佳孝。 |                          |          |            |      |
| #                | タイトル                 | 作詞     | 作曲・編曲 | 時間 |
| 1.               | 「Midnight Love Call」   | 南佳孝   | 南佳孝     | 4:00 |
| 2.               | 「クレッセント・ナイト」 | 竜真知子 | 南佳孝     | 4:23 |
| 3.               | 「デジタル・ツイスト」   | 松本隆   | 南佳孝     | 3:10 |
| 4.               | 「風にさらわれて」       | 南佳孝   | 南佳孝     | 4:18 |
| 5.               | 「回転扉」               | 松本隆   | 南佳孝     | 4:06 |

### CD
| 全作曲: 南佳孝。 |                                    |            |            |      |
| #                | タイトル                           | 作詞       | 作曲・編曲 | 時間 |
| 1.               | 「憧れのラジオ・ガール」           | 松本隆     | 南佳孝     | 4:24 |
| 2.               | 「コンポジション・1」              | 来生えつこ | 南佳孝     | 4:30 |
| 3.               | 「夜の翼」                         | 松本隆     | 南佳孝     | 3:53 |
| 4.               | 「カウボーイ・ブーツとハイヒール」 | 松本隆     | 南佳孝     | 3:42 |
| 5.               | 「月に向って」                     | 松本隆     | 南佳孝     | 4:09 |
| 6.               | 「Midnight Love Call」             | 南佳孝     | 南佳孝     | 4:00 |
| 7.               | 「クレッセント・ナイト」           | 竜真知子   | 南佳孝     | 4:23 |
| 8.               | 「デジタル・ツイスト」             | 松本隆     | 南佳孝     | 3:10 |
| 9.               | 「風にさらわれて」                 | 南佳孝     | 南佳孝     | 4:18 |
| 10.              | 「回転扉」                         | 松本隆     | 南佳孝     | 4:06 |
| 合計時間:        | 合計時間:                          | 合計時間:  | 40:47      |      |

### アレンジャー
- RHYTHM ARRANGEMENT：坂本龍一（A-1, 2, 3、B-2, 3）、大村憲司（A-4, 5、B-1, 5）、鈴木茂（B-4）
- STRINGS ARRANGEMENT：坂本龍一（A-3、B-2, 4）、岸本博（A-5）
- BRASS ARRANGEMENT：坂本龍一（B-4）、中村哲（A-4）

## 参加ミュージシャン
| 憧れのラジオ・ガール 南佳孝：VOCAL 坂本龍一：FENDER RHODES & SYNTHESIZER, VOCODER 大村憲司：ELECTRIC GUITAR 高橋ユキヒロ：DRUMS EVE：BACK CHORUS 松武秀樹：SYNTH MANIPULATOR（MC-8） コンポジション・1 南佳孝：VOCAL & TENOR UKULELE 坂本龍一：ACOUSTIC PIANO, FENDER RHODES, HAMMOND ORGAN & SYNTHESIZER 大村憲司：ELECTRIC GUITAR & ACOUSTIC GUITAR 高橋ユキヒロ：DRUMS 松武秀樹：SYNTH MANIPULATOR（MC-8） 夜の翼 南佳孝：VOCAL 坂本龍一：ACOUSTIC PIANO, FENDER RHODES, VOCODER & SYNTHESIZER 大村憲司：ELECTRIC GUITAR 高橋ユキヒロ：DRUMS 松武秀樹：SYNTH MANIPULATOR（MC-8） 【STRINGS SECTION】 多忠昭アンサンブル カウボーイ・ブーツとハイヒール 南佳孝：VOCAL 坂本龍一：FENDER RHODES, HAMMOND ORGAN & SYNTHESIZER 大村憲司：ELECTRIC GUITAR, E.12 GUITAR 高橋ユキヒロ：DRUMS 浅田孟：ELECTRIC BASS ペッカー：PERCUSSION 【BRASS SECTION】 武田和三：TRUMPET 新井英治：TROMBONE ジェイク・コンセプション：ALTO SAX 森守：TENOR SAX 月に向って 南佳孝：VOCAL & ACOUSTIC GUITAR 坂本龍一：FENDER RHODES & HAMMOND ORGAN 大村憲司：ELECTRIC GUITAR 高橋ユキヒロ：DRUMS 後藤次利：ELECTRIC BASS 【STRINGS SECTION】 多忠昭アンサンブル | Midnight Love Call 南佳孝：VOCAL 坂本龍一：ACOUSTIC PIANO, FENDER RHODES & HAMMOND ORGAN 大村憲司：ELECTRIC GUITAR 高橋ユキヒロ：DRUMS 細野晴臣：ELECTRIC BASS ペッカー：PERCUSSION クレッセント・ナイト 南佳孝：VOCAL 坂本龍一：ACOUSTIC PIANO, FENDER RHODES & SYNTHESIZER 土方隆行：ELECTRIC GUITAR 高橋ユキヒロ：DRUMS 細野晴臣：ELECTRIC BASS 松武秀樹：SYNTH MANIPULATOR（MC-8） デジタル・ツイスト 南佳孝：VOCAL & ACOUSTIC GUITAR 坂本龍一：HAMMOND ORGAN & SYNTHESIZER 大村憲司：ELECTRIC GUITAR 高橋ユキヒロ：DRUMS 風にさらわれて 南佳孝：VOCAL 松任谷正隆：ACOUSTIC PIANO 鈴木茂：ELECTRIC GUITAR 林立夫：DRUMS 田中章弘：ELECTRIC BASS ペッカー：PERCUSSION 【STRINGS SECTION】 多忠昭アンサンブル 【BRASS SECTION】 武田和三：TRUMPET 新井英治：TROMBONE ジェイク・コンセプション：ALTO SAX 森守：TENOR SAX 回転扉 南佳孝：VOCAL 宮内良和：ACOUSTIC PIANO & HAMMOND ORGAN 大村憲司：ACOUSTIC GUITAR 内田勘太郎(憂歌団)：ACOUSTIC GUITAR（LEAD） 内田裕：DRUMS 高水健司：BASS |

## シングル

### 概要
アルバム『MONTAGE』の先行シングル。ジャケットのデザインは『MONTAGE』と同じものを流用している。

### 収録曲
| 全作詞: 松本隆、全作曲: 南佳孝。 |                          |           |            |                                                           |      |
| #                                | タイトル                 | 作詞      | 作曲・編曲 | 編曲                                                      | 時間 |
| A.                               | 「憧れのラジオ・ガール」 | 松本隆    | 南佳孝     | 坂本龍一                                                  | 4:24 |
| B.                               | 「月に向って」           | 松本隆    | 南佳孝     | リズム・アレンジ: 大村憲司 ストリングス・アレンジ: 岸本博 | 4:09 |
| 合計時間:                        | 合計時間:                | 合計時間: | 8:33       |                                                           |      |

### 概要
アルバム『MONTAGE』からのシングルカット。表題曲「風にさらわれて」は、南自身が作曲だけでなく作詞も手掛けている。

### 収録曲
| 全作曲: 南佳孝。 |                    |           |            |                  |      |
| #                | タイトル           | 作詞      | 作曲・編曲 | 編曲             | 時間 |
| A.               | 「風にさらわれて」 | 南佳孝    | 南佳孝     | 鈴木茂、坂本龍一 | 4:17 |
| B.               | 「夜の翼」         | 松本隆    | 南佳孝     | 坂本龍一         | 3:54 |
| 合計時間:        | 合計時間:          | 合計時間: | 合計時間:  | 8:11             |      |